# Talin
Talín (en armenio Թալին) es una localidad de Armenia situada en la región de Aragatsotn. El monumento más importante es la catedral, Katoghiké. La población de la localidad es de 3.700 habitantes.

## Referencias

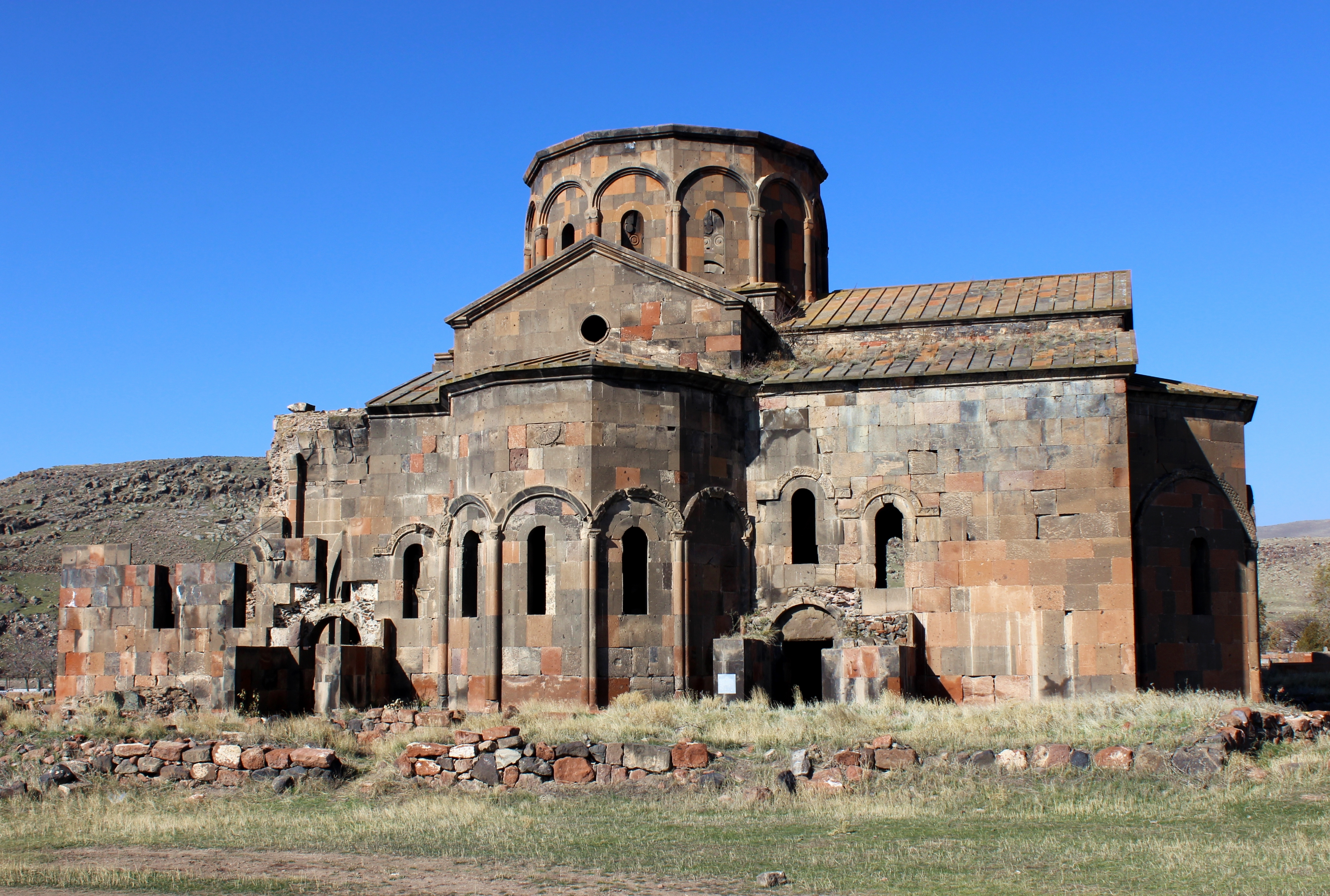
La catedral de Talín, siglo VII

## Historia
Talín es uno de los asentamientos más antiguos de la región, se han encontrado restos del II milenio a. C. (entre otros objetos, espadas de bronce). En el siglo II Talín es mencionado por el geógrafo griego Claudio Tolomeo con el nombre de Talina. En las excavaciones en los alrededores de la catedral de Talín, se encontraron materiales de construcción antiguos y receptáculos.

## Ciudades hermanadas
- Bourg-lès-Valence, Francia